# 自由への進撃
『自由への進撃』（じゆうへのしんげき）は、Linked Horizonの2枚目のシングル。2013年7月10日にポニーキャニオンから発売された。

## 概要
前作「ルクセンダルク小紀行」から約1年ぶりとなるシングル。収録曲の「紅蓮の弓矢（ぐれんのゆみや）」はテレビアニメ『進撃の巨人』の前期オープニングテーマ、「自由の翼(じゆうのつばさ)」は後期オープニングテーマに起用されている。

## 音楽性
Revoは「紅蓮の弓矢」の制作に際し、タイアップ作品の舞台が戦時下であるため、緊迫感や軍楽っぽさを盛り込もうと思っていた。そのため、巨人に関してはスーパーロボットや怪獣映画に見立てた上で、暴力性とスケール感を金管で表現している。歌詞は当初、ストレートで「健全な歌詞」だったが、あまりにも綺麗事にこだわりすぎていたために没となった。そのため、Revoは一度ダメ出しを指摘されてからは次も駄目なのではないかという恐怖心が頭を過ぎっていたが、前作に比べてストーリーがラフだったこともあり、比較的やりやすかったという。その後、完成した歌詞を一か八の気持ちで見せたところ、採用に至った。

## チャート成績
シングルの発売に先行して2013年4月8日に配信が開始された「紅蓮の弓矢」のテレビサイズ音源は、レコチョクでデイリーアニメランキング1位、ドワンゴでデイリーアニメランキング2位、iTunesでアニメランキング1位と総合ランキング7位を獲得した。人気は高まる一方となり、Revoの誕生日でもある同年6月19日夜には渋谷センター街で上映される予定だったフルサイズのミュージック・ビデオが、ファンの殺到を受けて一部の場所で急遽中止になるという騒動すら発生した。また、カラオケはJOYSOUNDで異例となる歌詞が入らないテレビサイズの配信が行われ、『女々しくて』（ゴールデンボンバー）を抑えて配信開始から週間総合ランキング1位を継続していた。DAM（第一興商）では8月から「紅蓮の弓矢」が歌詞カードをイメージした特別映像で配信が開始された。
シングルセールスも初週で12.9万枚を売り上げ、7月22日付のオリコン週間ランキングで2位にランクイン。売り上げ10万枚を突破したのはLinked HorizonおよびSound Horizon両名義のシングル・アルバムを通じて初で、2013年のテレビアニメの主題歌シングルとしては「Preserved Roses」（T.M.Revolution×水樹奈々）の11.5万枚を上回る初週売り上げとなった。ビルボードでも7月22日付シングルセールスチャートで1位になったほか、「紅蓮の弓矢」単独でもJapan Hot 100およびHot Animationで1位を記録、3チャートを制する結果となった。配信チャートでもiTunes Storeでは「紅蓮の弓矢」「自由の翼」の2曲が総合チャート1位・2位を独占し、レコチョク、dwango.jp、music.jp、mora、amazon.mp3といった主要音楽配信サービスでも「紅蓮の弓矢」が首位を総なめにした。さらにビルボードの年間チャートでは総合13位、アニメソング部門1位を獲得、Billboard JAPAN Music Awards 2013でHot Animation of the Yearと優秀アニメソングアーティスト賞の2冠を達成している。こうしたセールスの好調ぶりや作品自体のヒットを受けて、Linked Horizonが第64回NHK紅白歌合戦に出場し、「紅蓮の弓矢 [紅白スペシャルver.]」として歌唱している。また、Revoの方針により、番組内で歌詞テロップは表示されず、字幕のみ一部歌詞が表示された。

## 受賞
2013年10月、「紅蓮の弓矢」がニュータイプアニメアワード2013主題歌賞を受賞。同年11月には第18回アニメーション神戸賞ラジオ関西賞（主題歌賞）を受賞している。2014年5月、アニメージュが主催する第36回アニメグランプリ（読者投票による）において「紅蓮の弓矢」がアニメソング部門第1位を獲得した。
2014年6月発売のSound Horizon『The Assorted Horizons』初回限定デラックス盤に、このCDに収録の3曲を披露した「トーク＆ライブイベント『自由への進撃』」の映像が収録されている。
2019年、平成アニソン大賞にて「紅蓮の弓矢」が作品賞（2010年 - 2019年）に選出された。
2020年9月にテレビ朝日系列にて放送された『国民13万人がガチ投票! アニメソング総選挙』では、「紅蓮の弓矢」が第7位にランクインした。

## 収録曲

### CD
1. 紅蓮の弓矢 （5:16）[1]
テレビアニメ『進撃の巨人』 前期オープニングテーマ
2. 自由の翼 （5:28）[1]
テレビアニメ『進撃の巨人』 後期オープニングテーマ
3. もしこの壁の中が一軒の家だとしたら （4:12）[1]

### DVD
※初回限定版のみに付属
1. 紅蓮の弓矢 -Music Video-

## 参加アーティスト
- Revo - 全作詞・作曲・編曲、ボーカル
- 柳麻美 - ボーカル
- サッシャ - ナレーション
- YUKI - ギター
- 長谷川淳 - ベース
- 五十嵐宏治 - キーボード
- 淳士 - ドラム
- 三沢またろう - パーカッション
- 朝川朋之 - ハープ
- 弦一徹 - ストリングス
- 高桑英世 - 木管アンサンブル
- 鈴木正則 - ブラスセクション
- 合唱団響-Kyo- 栗友会 ＆ Ensemble音の葉（指揮：木場義則） - コーラス

## カバー
- エピカ - ミニアルバム『EPICA VS Attack on Titan Songs』（2017年）収録。
- Roselia［湊友希那（相羽あいな）］ - 「紅蓮の弓矢」がゲーム『バンドリ! ガールズバンドパーティ!』に収録[21]。